# Munderkingen
Munderkingen – miasto w Niemczech, w kraju związkowym Badenia-Wirtembergia, w rejencji Tybinga, w regionie Donau-Iller, w powiecie Alb-Donau, siedziba związku gmin Munderkingen. Leży w Górnej Szwabii, nad Dunajem, ok. 30 km na południowy zachód od Ulm.

## Historia
Pierwsza wzmianka o Munderkingen pochodzi z archiwum opactwa St. Gallen z roku 792, miejscowość wymieniana jest jako Munterichshuntare. W 1230 panowie z Emerkingen nadali jej prawa miejskie. Od końca XIII wieku do roku 1805 należało do rodu Habsburgów, którzy nadali mu herb będący nawiązaniem do dawnego symbolu dynastii, którym jest lew. Widnieje on na pieczęci z 1286 roku. Pod koniec XIV wieku miastem zarządzała von Waldburgów, od 1680 roku miastem ponownie bezpośrednio władali Habsburgowie. Po podpisaniu pokoju w Preszburgu zostało częścią elektoratu, a następnie Królestwa Wirtembergii. Od lat 30. XIX wieku w mieście organizowano największe w okolicy targi bydła i plonów. W 1870 do miasta doprowadzono linię kolejową z Ulm do Sigmaringen, co sprzyjało rozwojowi przemysłu. W 1900 dawny młyn na Dunaju przekształcono w elektrownię wodną. Od grudnia 1971 roku Munderkingen jest siedzibą wspólnoty administracyjnej (niem. Verwaltungsgemeinschaft).

## Zabytki
- ratusz z roku 1563,
- gotycko-barokowy kościół św. Dionizego[4],
- barokowy kościół pielgrzymkowy Frauenbergkirche[5],
- kaplica cmentarna, jeden z najstarszych budynków miasta,
- XVI-wieczny szpital św. Ducha,
- dawna plebania z lat 1706-1707,
- fontanny: Löwenbrunnen, Martinsbrunnen i Dionysiusbrunnen[4].

## Religia
Miasto jest siedzibą parafii rzymskokatolickiej, znajduje się tu kościół parafialny św. Dionizego, kościół pielgrzymkowy Frauenbergkirche oraz kaplica cmentarna pw. Najświętszej Maryi Panny. Na terenie miasta siedzibę ma parafia ewangelicka z kościołem Chrystusa (niem. Christuskirche).

## Galeria

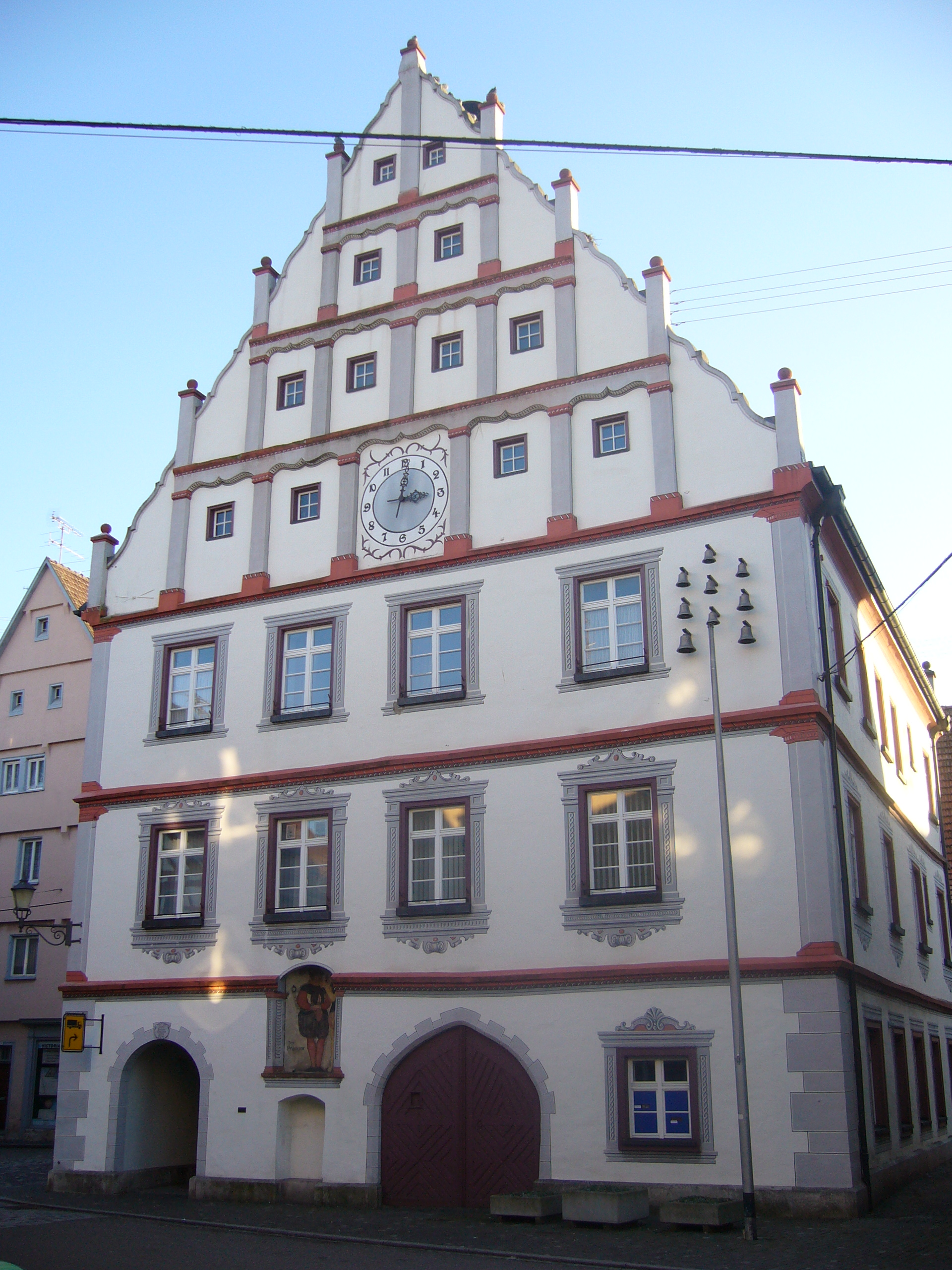
Ratusz
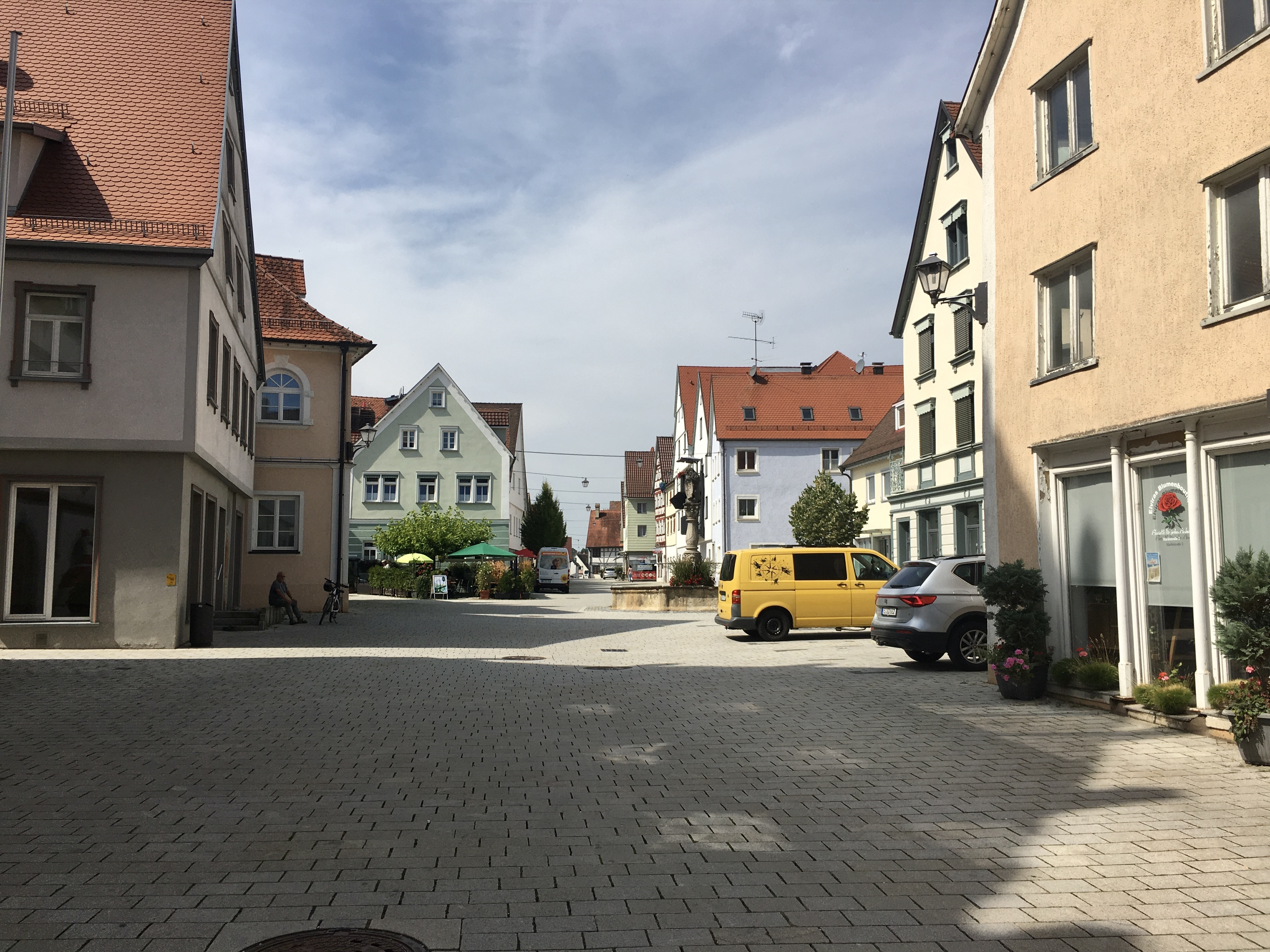
Marktstraße
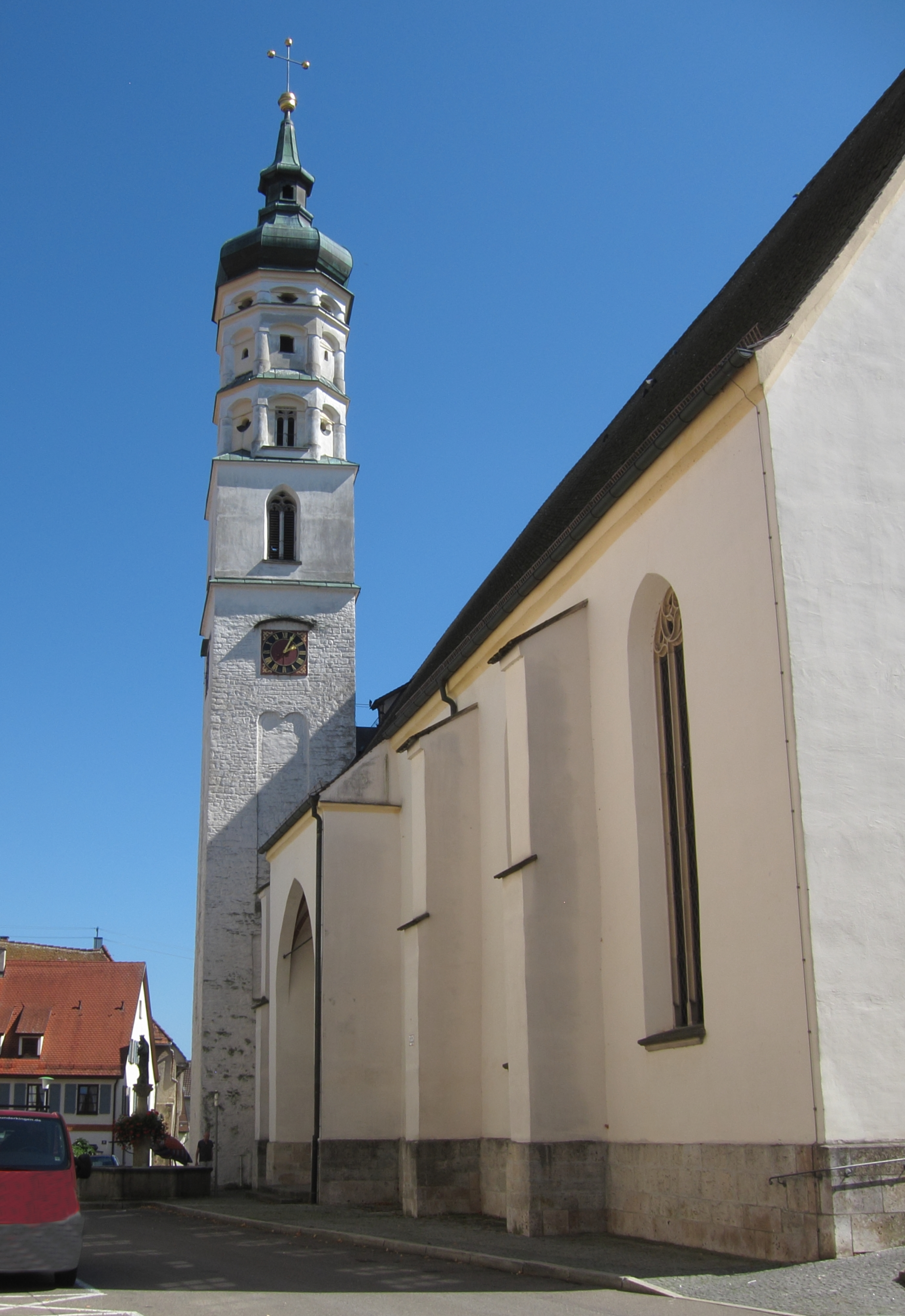
Fara
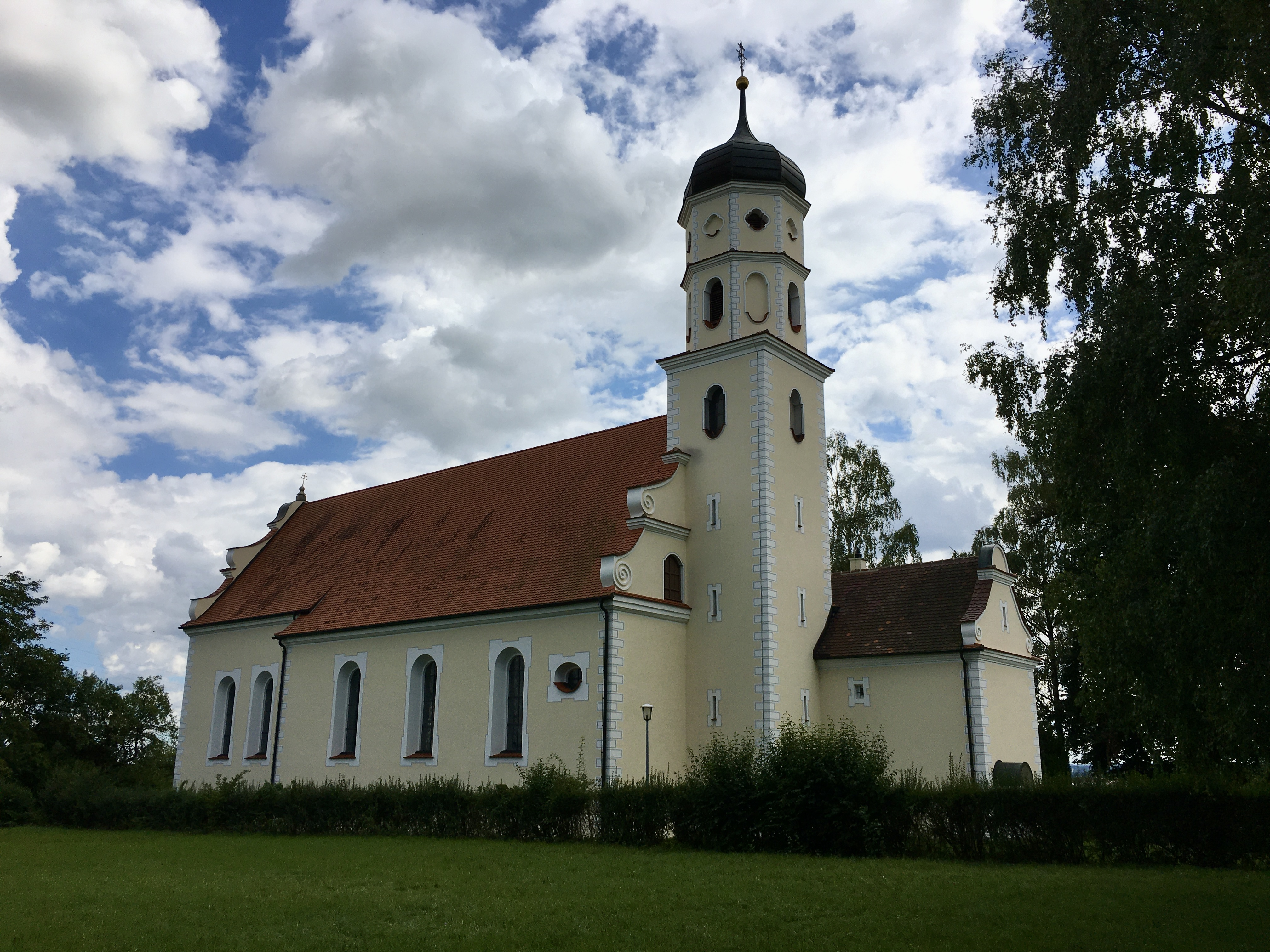
Frauenbergkirche
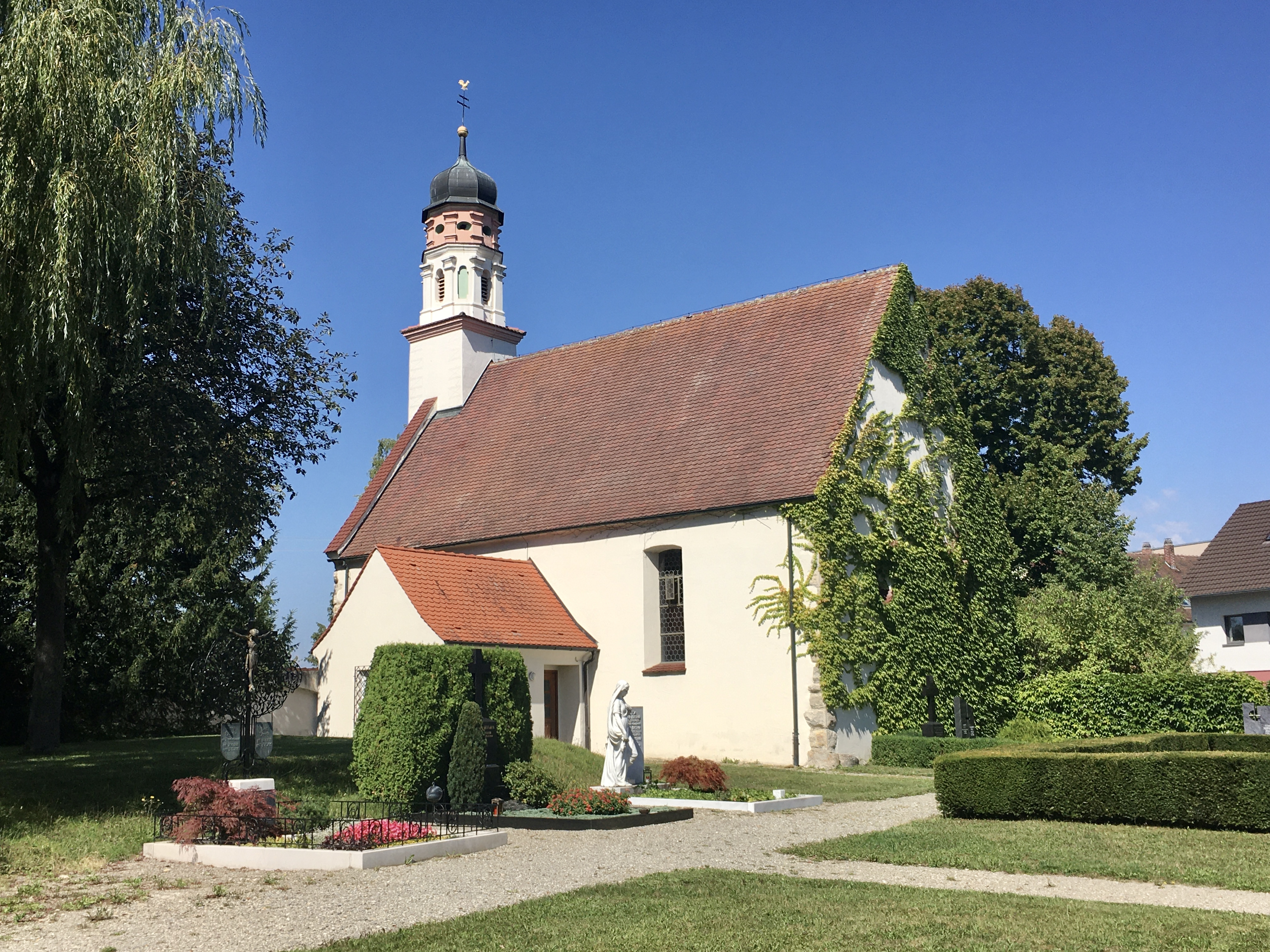
Kaplica cmentarna
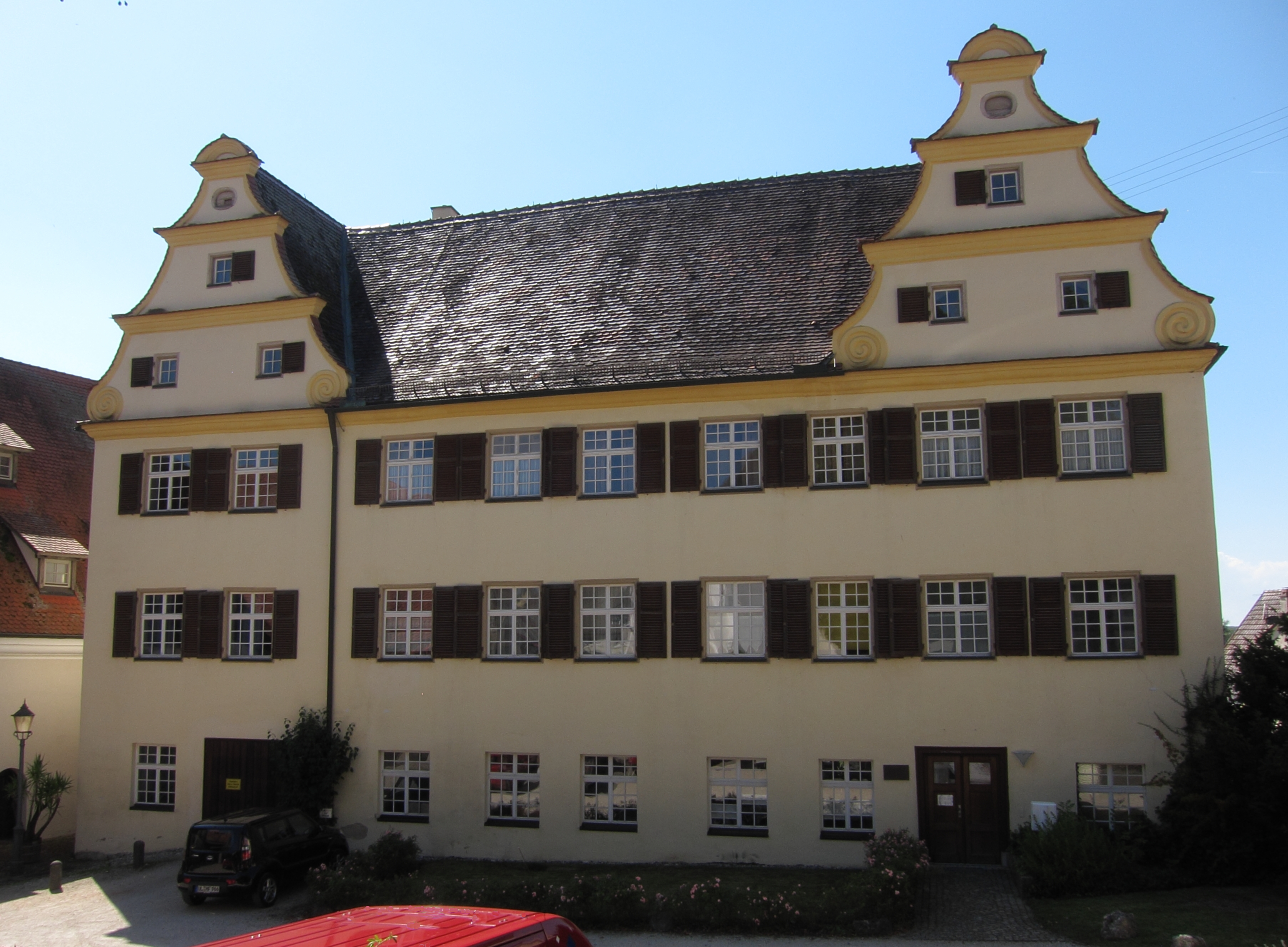
Dawna plebania
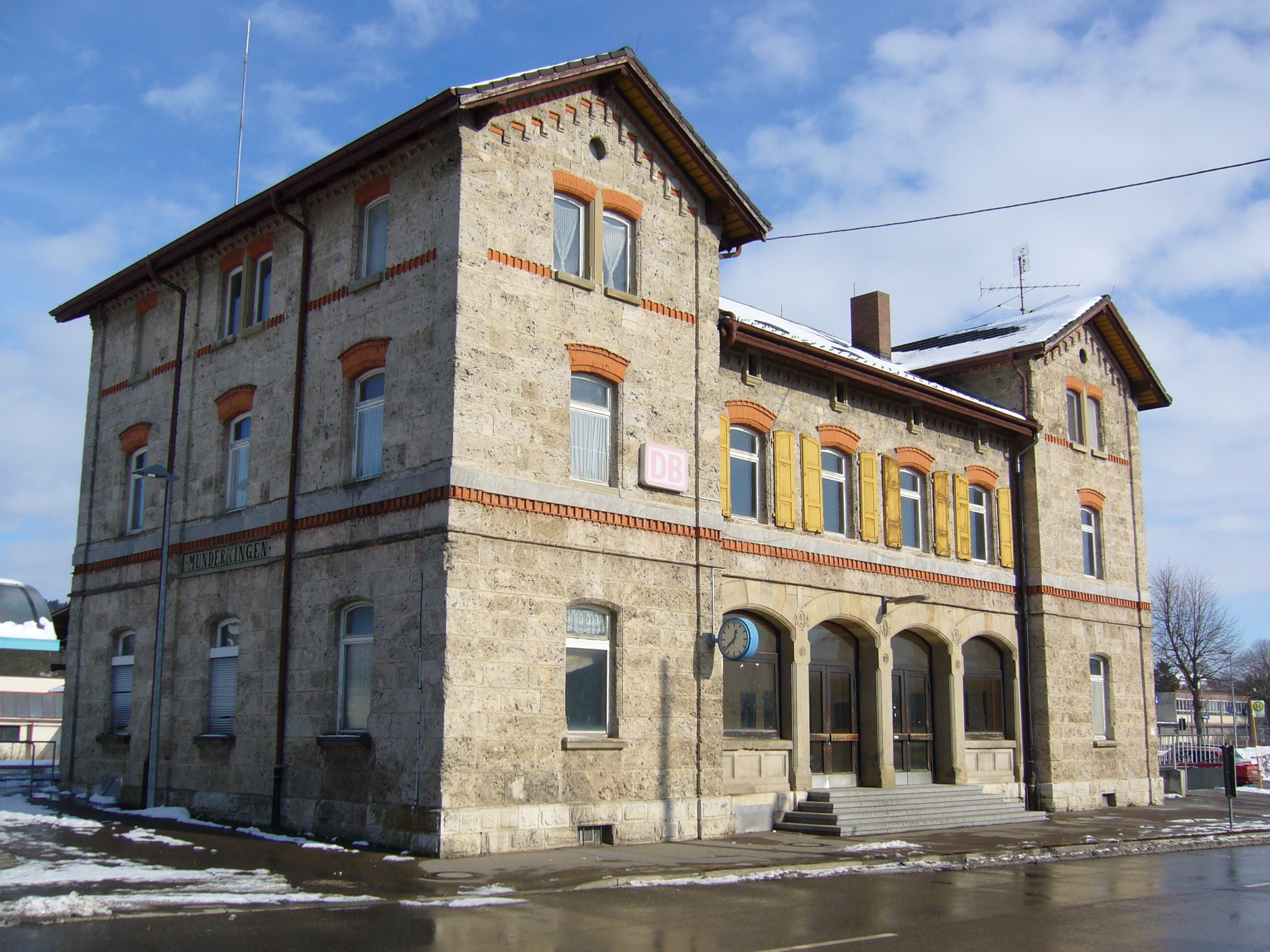
Dworzec kolejowy
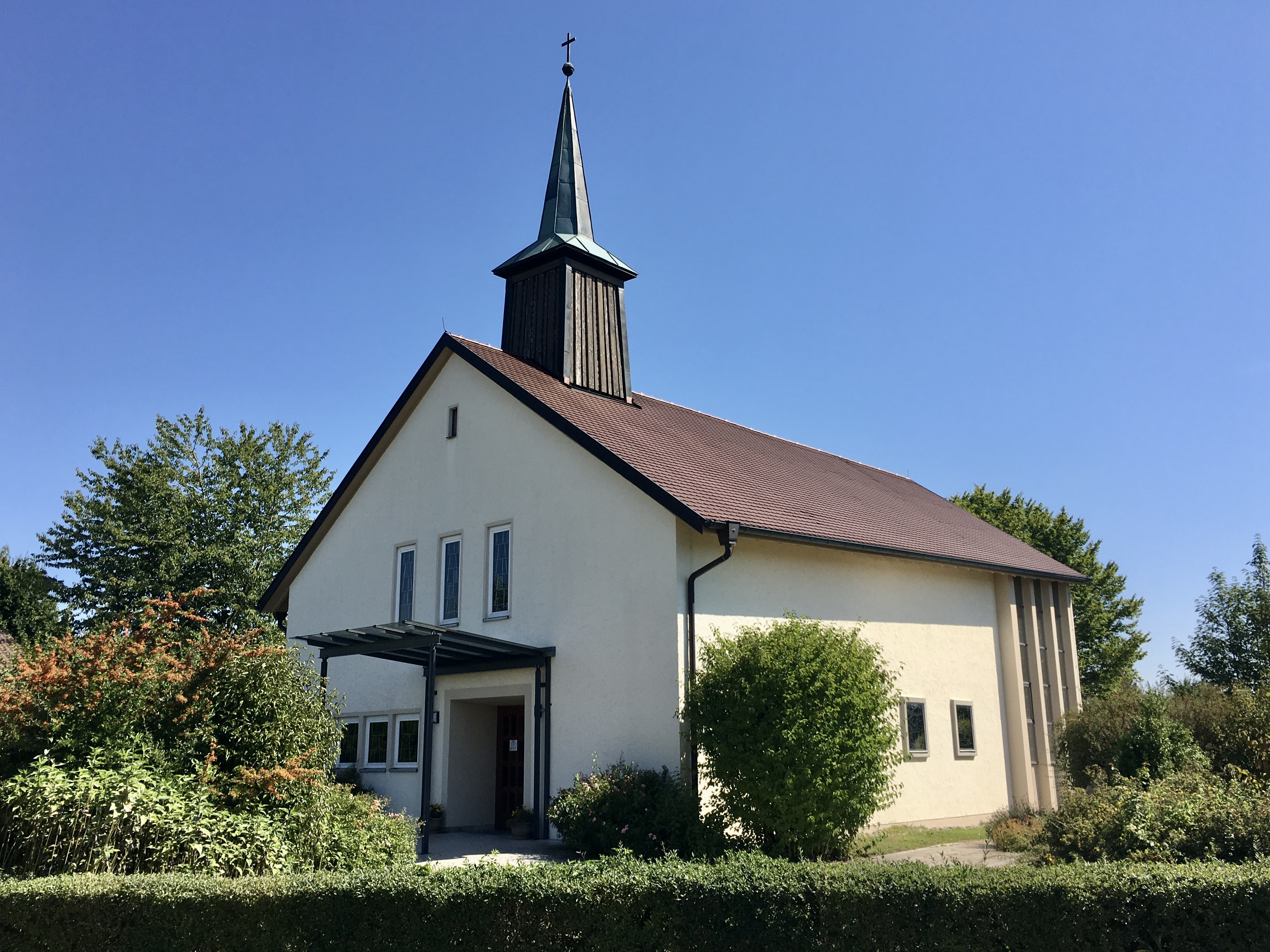
Kościół Chrystusa